# Funk rock
El funk rock és un subgènere del rock que combina elements d'aquest amb elements del funk i, a vegades, del rap. Es caracteritza per una forta presència del baix elèctric, uns riffs senzills i enganxosos de guitarra i un constant ritme de bateria.
Els pioners d'aquest estil va ser The Upsetter, que va ser el primer a combinar el funk amb el rock. Els inicis del funk rock es troben entre la dècada dels anys seixanta i la meitat dels anys setanta. Abans del funk rock com a estil ja existien grups que havien inclòs elements del funk en les seves cançons, com Parliament-Funkadelic, the Jimi Hendrix Experience, War, Redbone, David Bowie o Aerosmith. Es va popularitzar entre els anys vuitanta i noranta amb grups com Red Hot Chili Peppers, Rage Against the Machine, Faith No More, INXS o Primus. Grups com Faith No More han combinat el funk rock amb el metal o el punk, i així han sortit estils com el funk metal o el punk-funk.

## Grups i músics destacats
- Red Hot Chili Peppers
- Rage Against The Machine
- Extreme
- 24-7 Spyz
- Buckethead
- Parliament
- Funkadelic
- Faith No More
- Primus
- Jane's Addiction
- 311
- Sublime
- Lenny Kravitz
- Queen (Hot Space)
- Mind Funk
- INXS
- David Bowie (Low, Scary Monsters)
- Infectious Grooves
- Wild Cherry
- Gorillaz
- Spin Doctors